# Степановка (Новосибирская область)
Степановка — деревня в Куйбышевском районе Новосибирской области. Входит в состав Гжатского сельсовета.

## География
Площадь деревни — 36 гектаров.

## Население
| 2002 | 2007 | 2010 |
| ---- | ---- | ---- |
| 110  | ↘90  | ↘78  |

## Инфраструктура
В деревне по данным на 2007 год функционирует 1 учреждение здравоохранения.